# Johann Jacob Steinmann

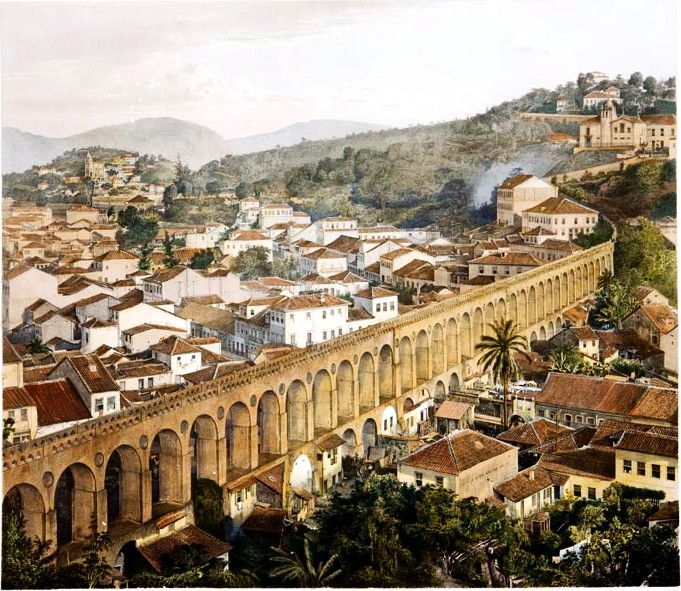
Aqueduto da Carioca, no Rio de Janeiro, Brasil.

Johann Jacob Steinmann (Basileia, 17 de setembro de 1800 — Basileia, 20 de junho de 1844) foi um desenhista, litógrafo e pintor de paisagens suíço.

## Biografia
Filho do mestre-alfaiate Georg Friedrich Steinmann, Johann Jacob estudou litografia com Godefroy Engelmann em Mulhouse, na Alsácia, no ano de 1821, e posteriormente com o inventor da litografia, Alois Senefelder. Em 1821 trabalhou com o desenhista Friedrich Salathé.
Em 1825 Johann foi contratado por um representante do governo brasileiro em Paris e mudou-se para o Rio de Janeiro em outubro do mesmo ano, onde tornou-se litógrafo do imperador, subordinado ao Arquivo e Academia Militar, sendo considerado um dos litógrafos pioneiros que realizou impressão de mapas e fotografias no Brasil. Casou-se com a holandesa Phoebe Georgine Harris. Em 1830, após o término do seu contrato de cinco anos com o governo brasileiro, Johann abriu uma empresa de litografia com a autorização do imperador Pedro I do Brasil.
Após permanecer mais de sete anos no Brasil, retornou à Europa em 12 de fevereiro de 1833. Em 1834 e nos anos seguintes, foram publicados na Basileia álbuns com vistas litografadas do Brasil, que Johann criou a partir dos esboços feitos durante a sua residência no país.